# ウィキメディア・フランス
ウィキメディア・フランス - 自由な知識共有のための協会 (Wikimédia France – Association pour le libre partage de la connaissance) は、単にウィキメディア・フランスとも呼ばれるが、1901年フランス法による協会であり非営利組織で、2004年に創設されて主にフランスで活動している。ウィキメディア財団のフランス協会として承認されており、ウィキメディアのブランドを使用している。

## 組織

### 会員数
協会の年次報告書によると、会員数は2006年 (40名) から2013年 (470名) まで毎年順調に増加していたが、2017年の危機により急減した。その後2年間は再び増加に転じ、2021年から22年には320名で安定している。

### 役員

#### 会長
- Nicolas Weeger (2004年-2005年)[1]
- Frédéric Thuillier (2006年-2007年)[2] · [3]
- ピエール=イヴ・ボードワン (2007年-2009年)
- アドリエンヌ・シャルメ（フランス語版） (2009年-2011年)[4]
- レミ・マチス（英語版） (2011年-2014年)
- クリストフ・ヘナー (2014年-2016年)[5]
- エメリック・バレスピ (2016年-2017年)[6]
- サミュエル・ル・ゴフ (2017年)[7]
- ピエール=イヴ・ボードワン (2017年-2021年)[8]
- カプシーヌ＝マリン・デュブロカ＝ヴォワザン (2021年から)[9]

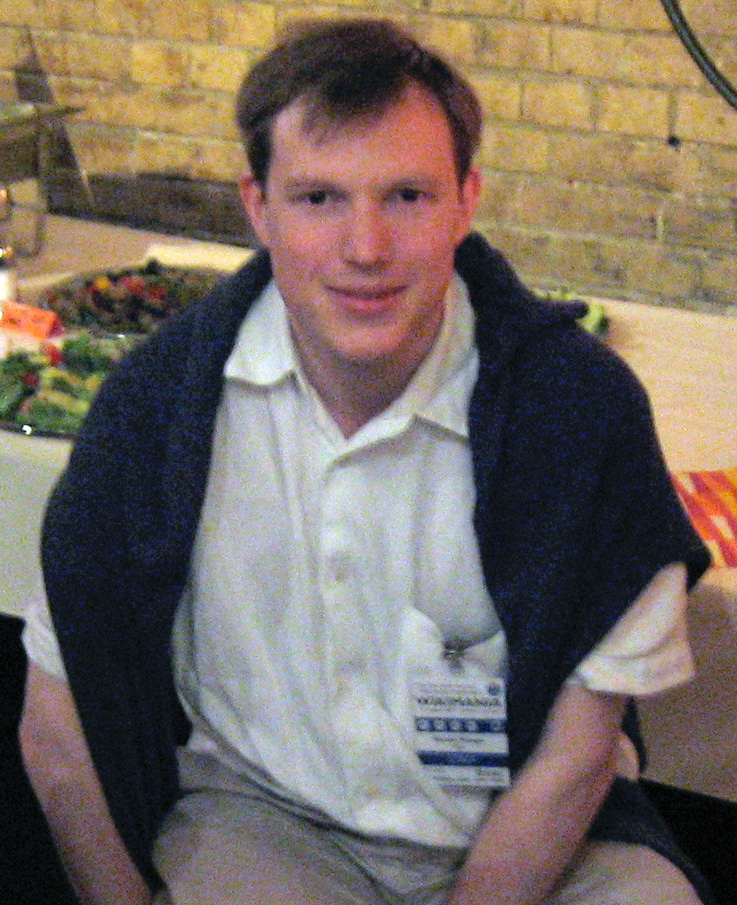
Nicolas Weeger.
Frédéric Thuillier.
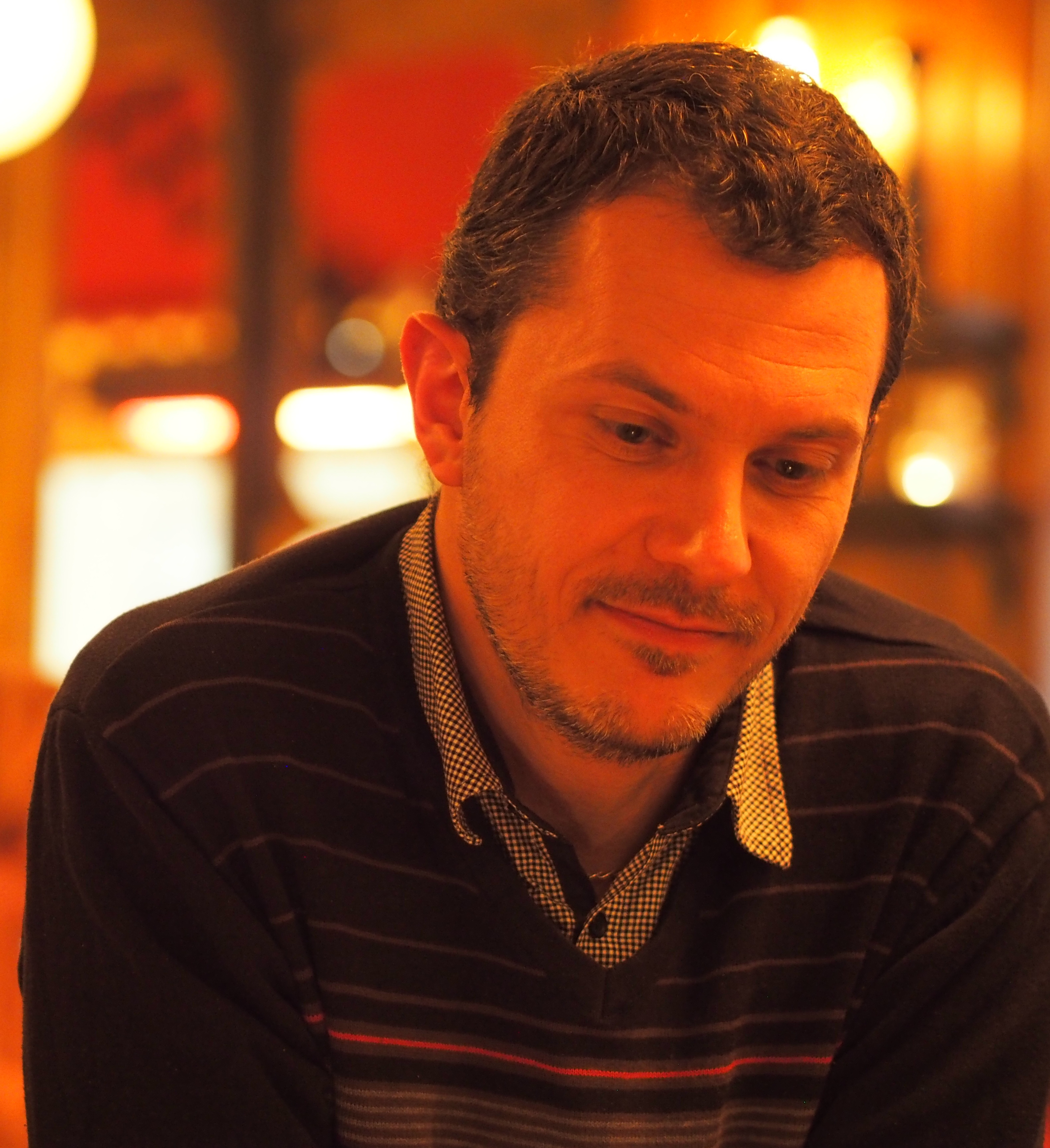

- ピエール=イヴ・ボードワン
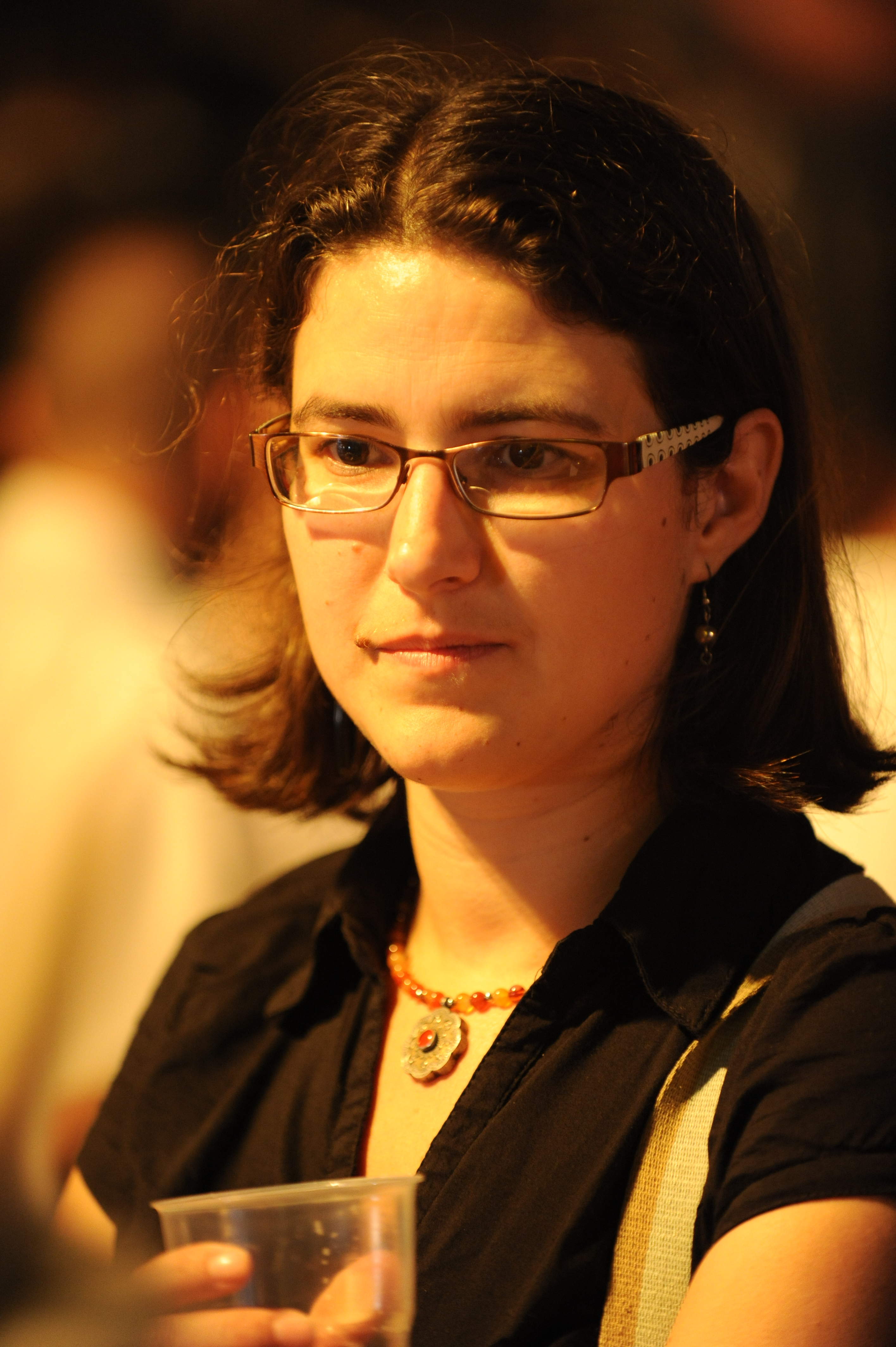
アドリエンヌ・シャルメ
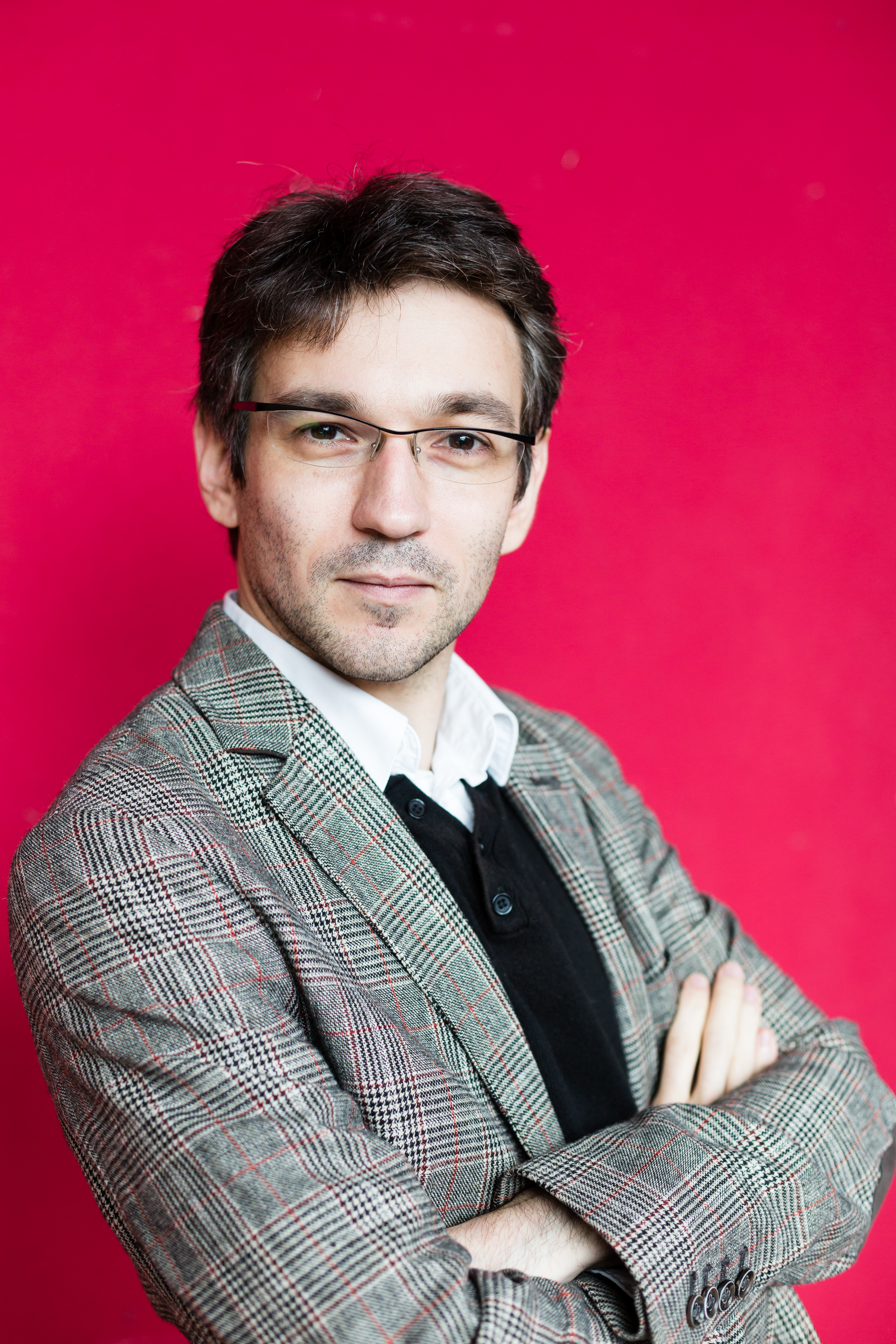
レミ・マチス
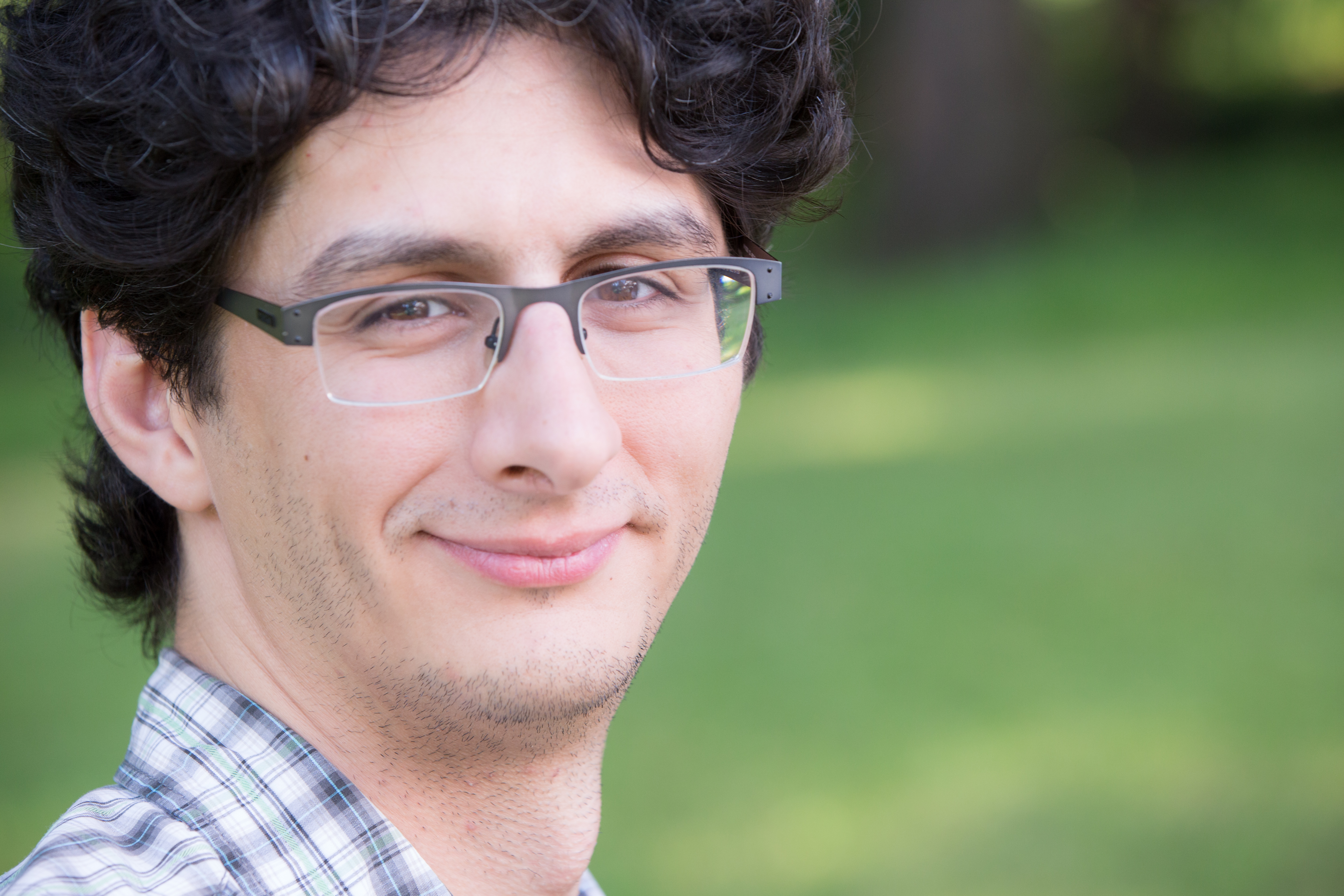
クリストフ・ヘナー
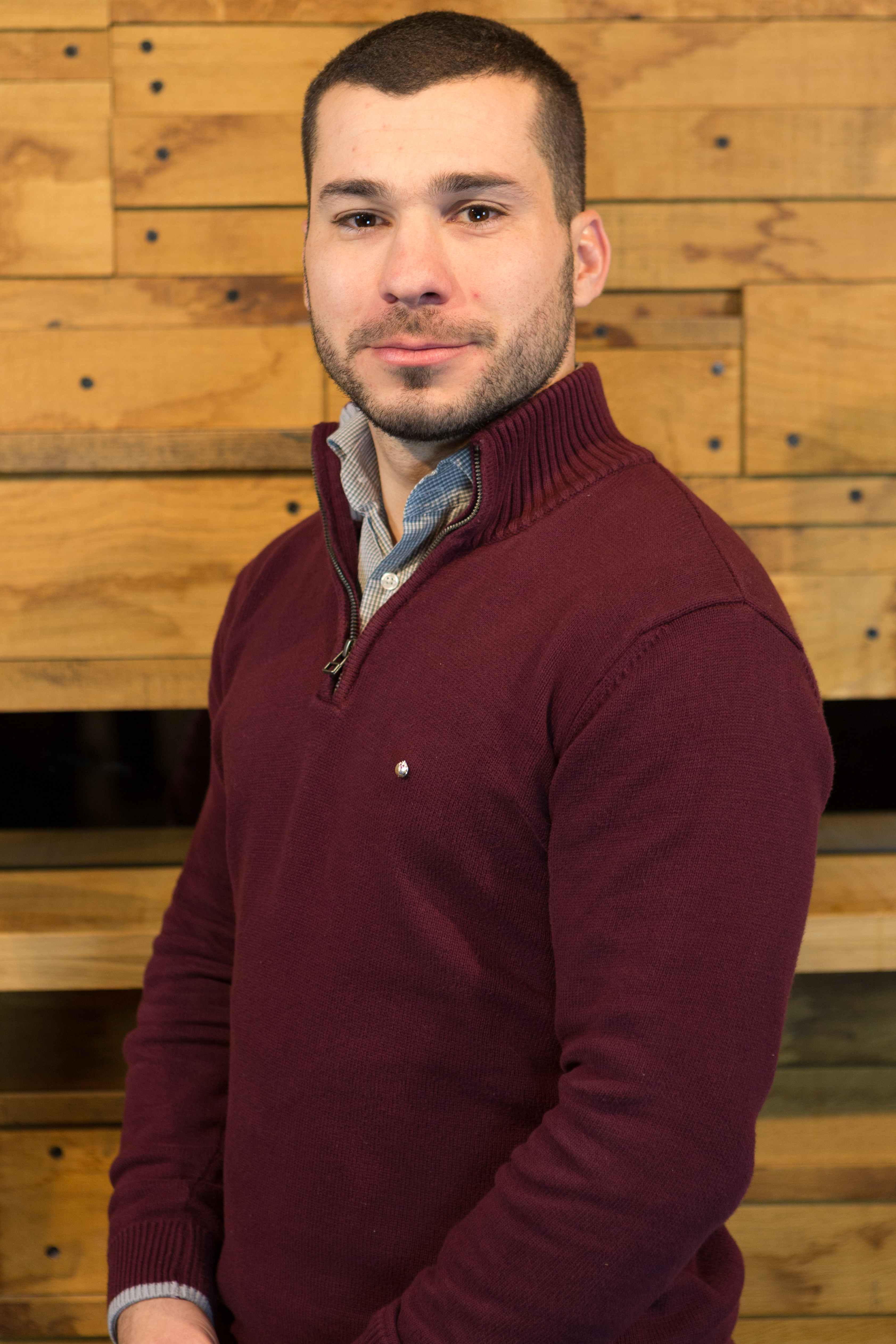
エメリック・バレスピ
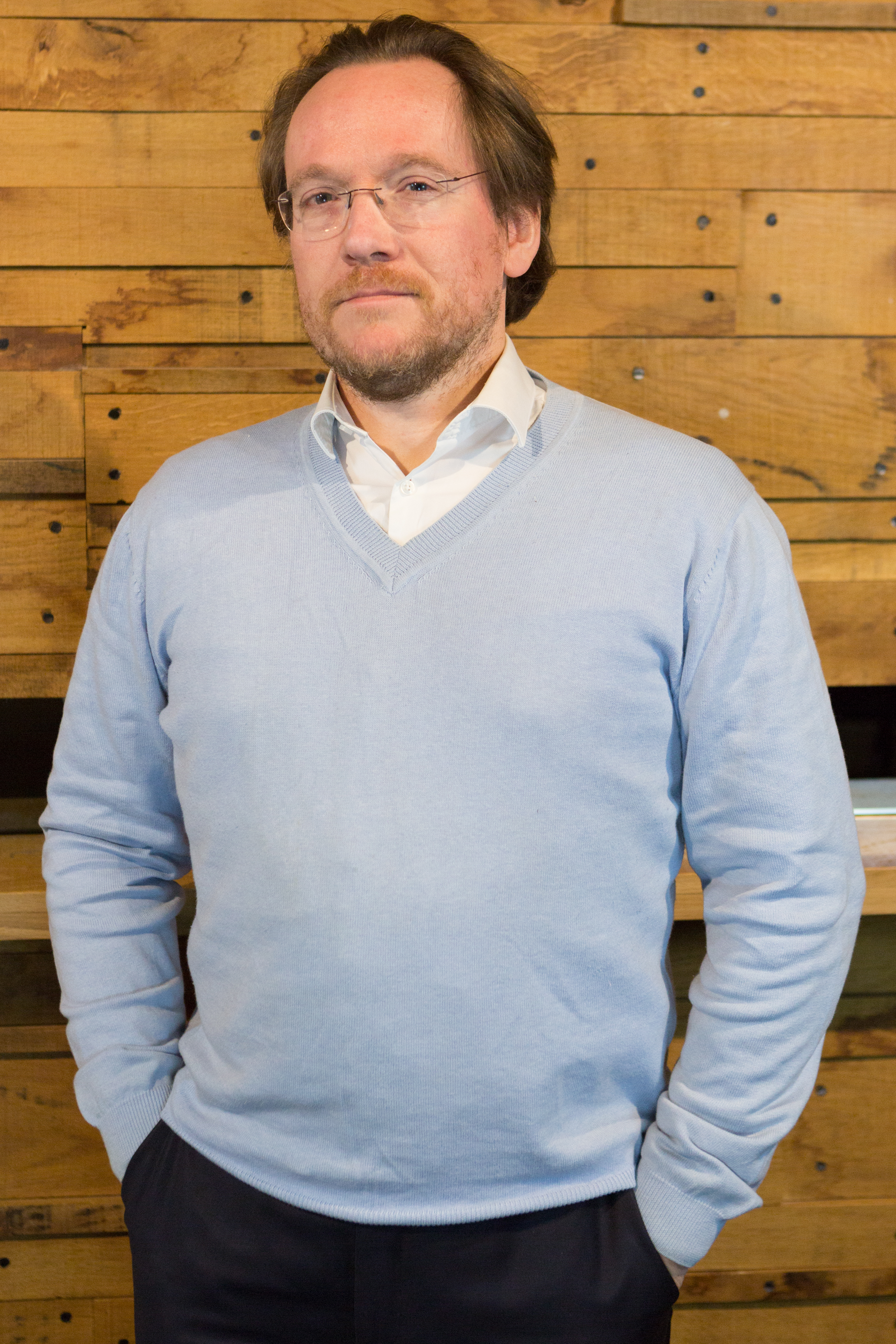
サミュエル・ル・ゴフ
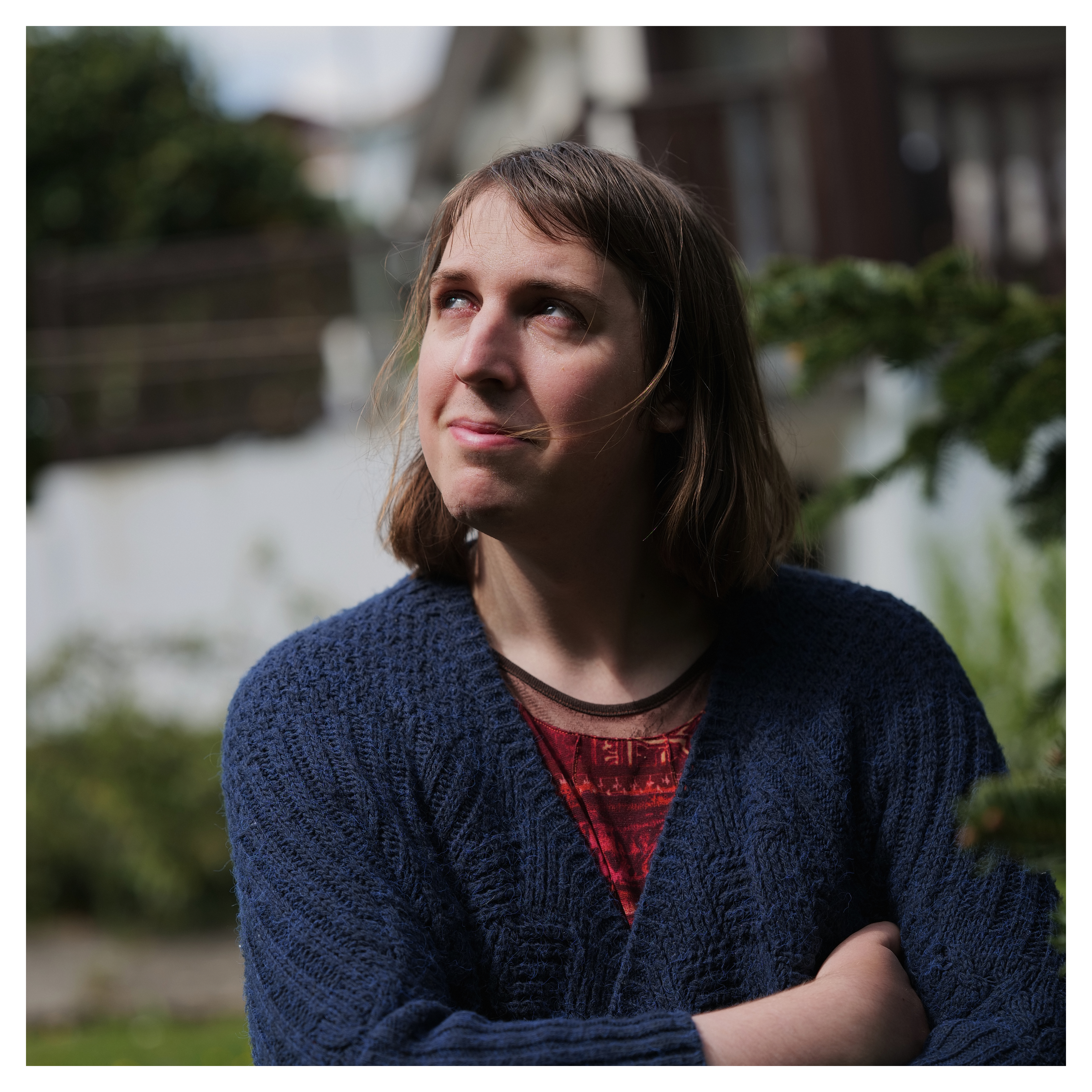
カプシーヌ＝マリン・デュブロカ＝ヴォワザン

### 執行役員 (事務局長)
- ティエリー・クードレー (2012年-2013年)
- ナタリー・マルタン (2013年-2017年)
- Rémy Gerbet (2022年-)

注：2017年から2022年まで、執行役員のポストは空席だった。

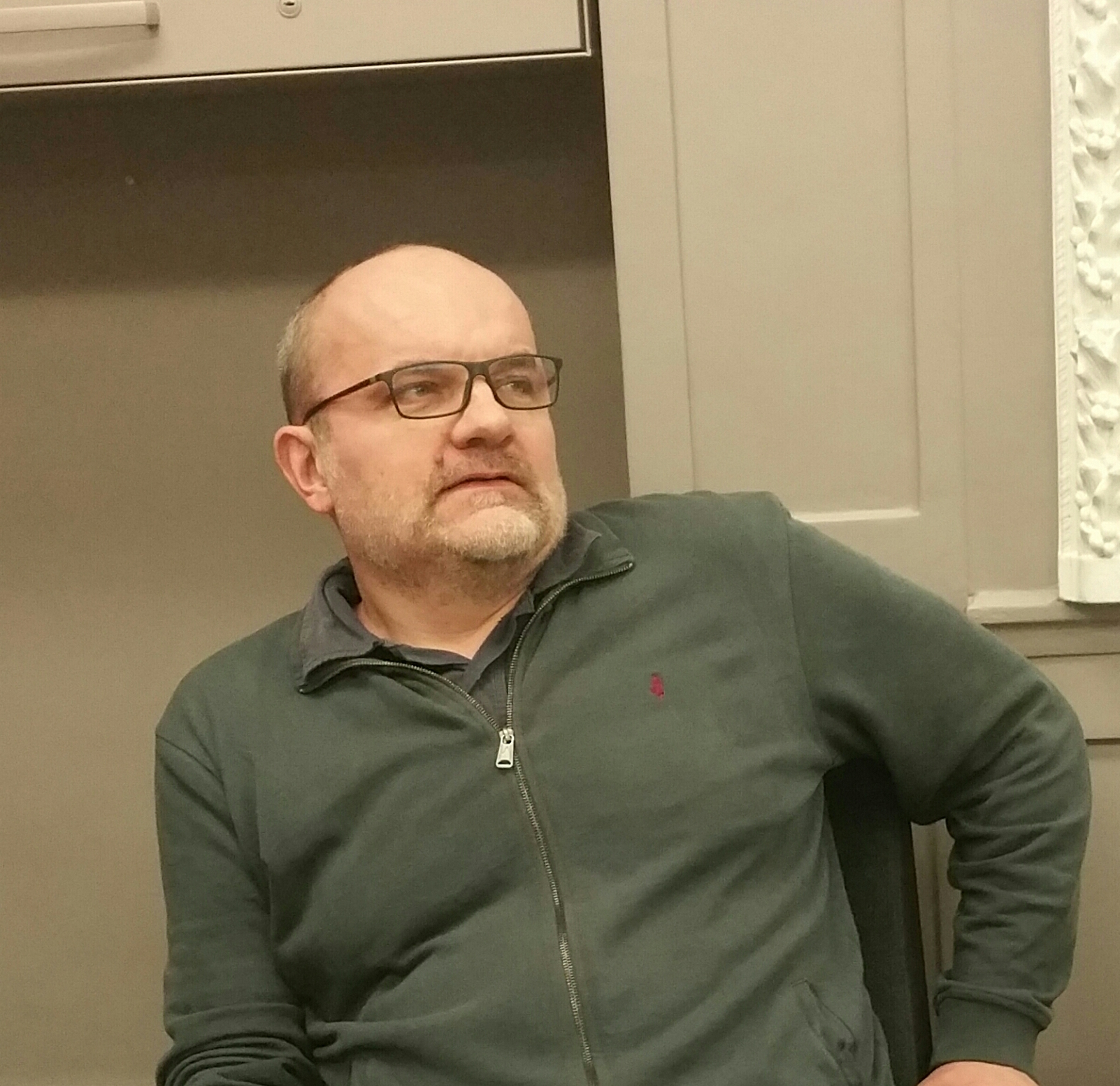
ティエリー・クードレー
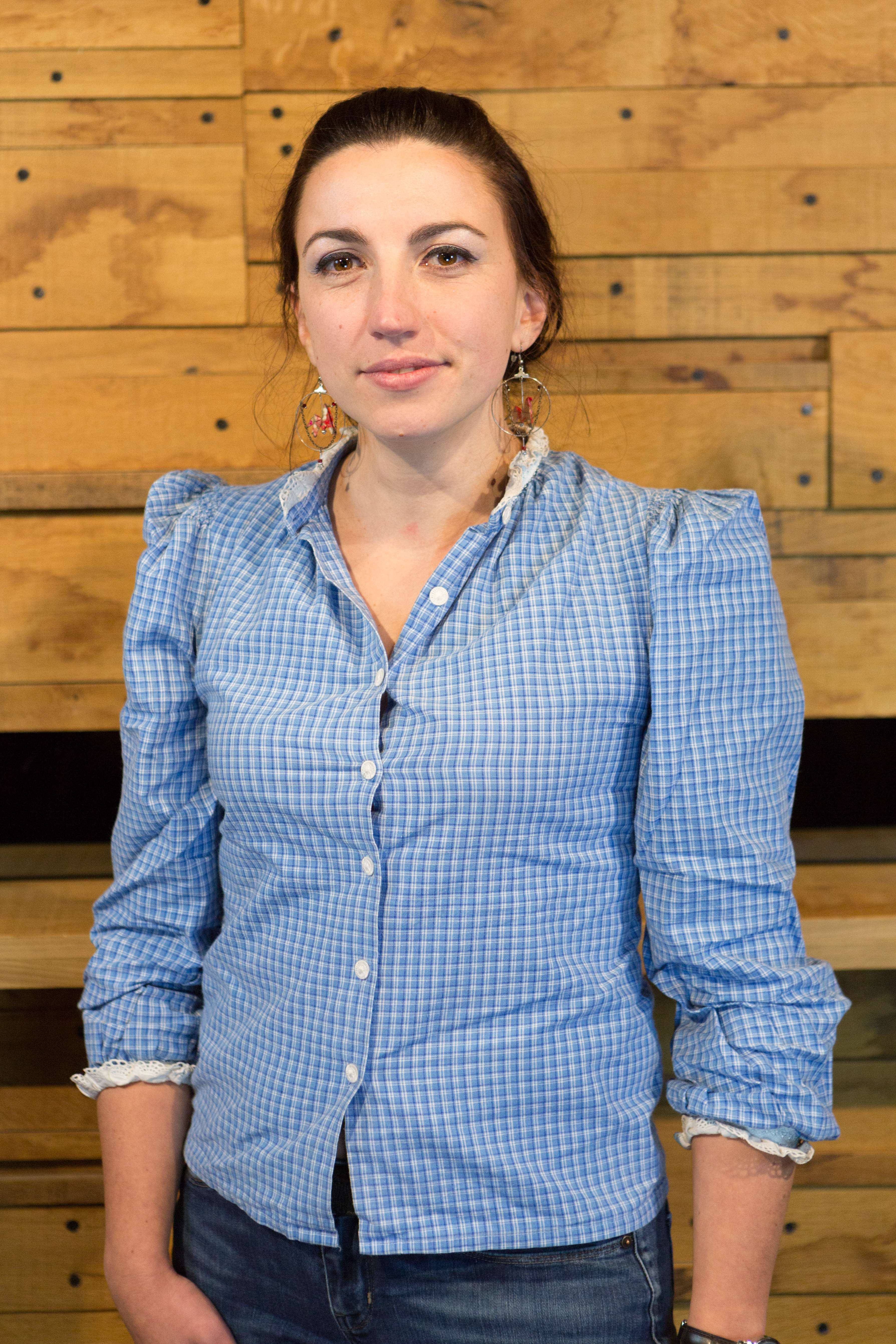
ナタリー・マルタン
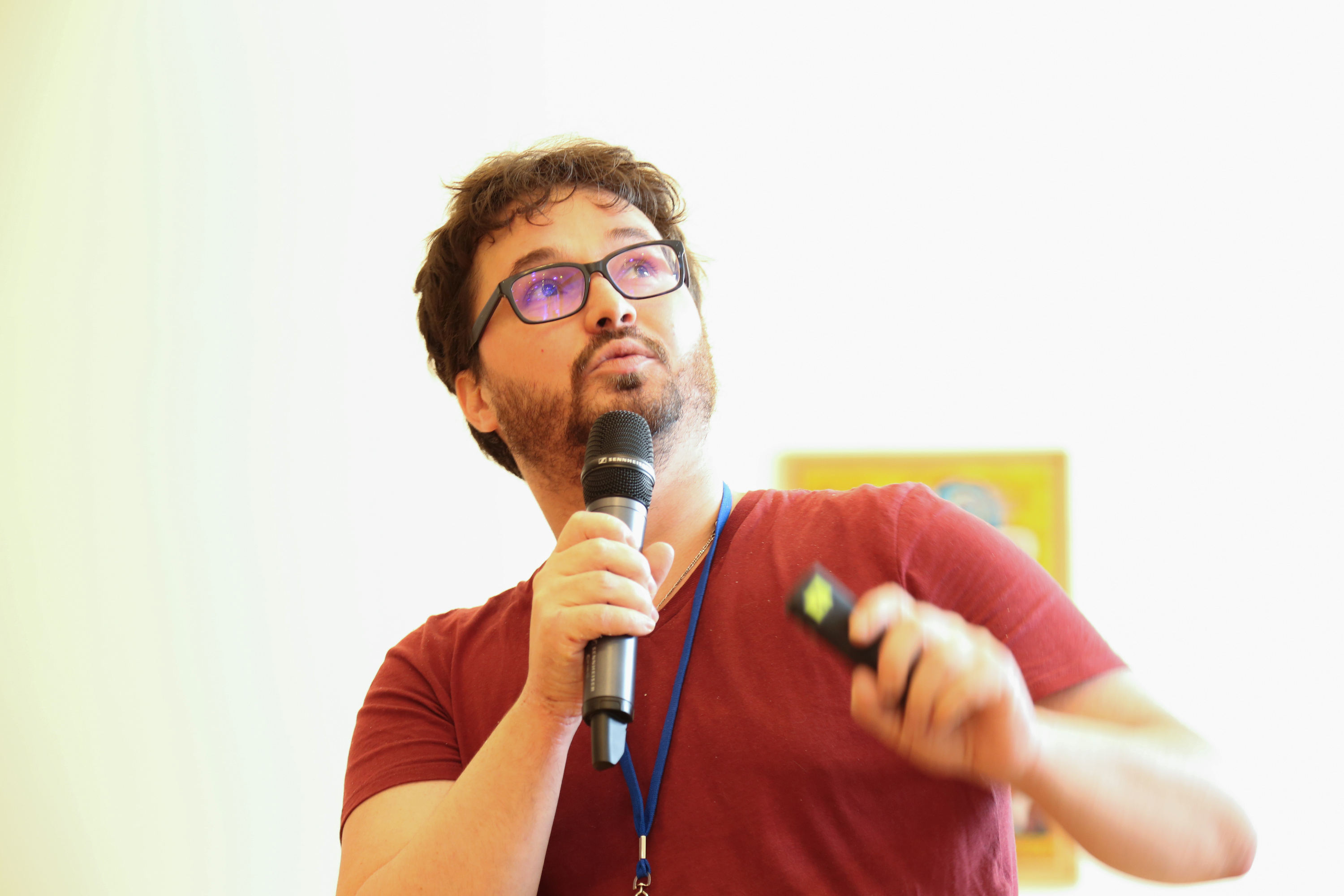
Rémy Gerbet.

### スタッフ部門
協会の職員は事務部、事業部、資金調達部などの部門に分かれて仕事をしている。

## 沿革

### 創立から2017年まで

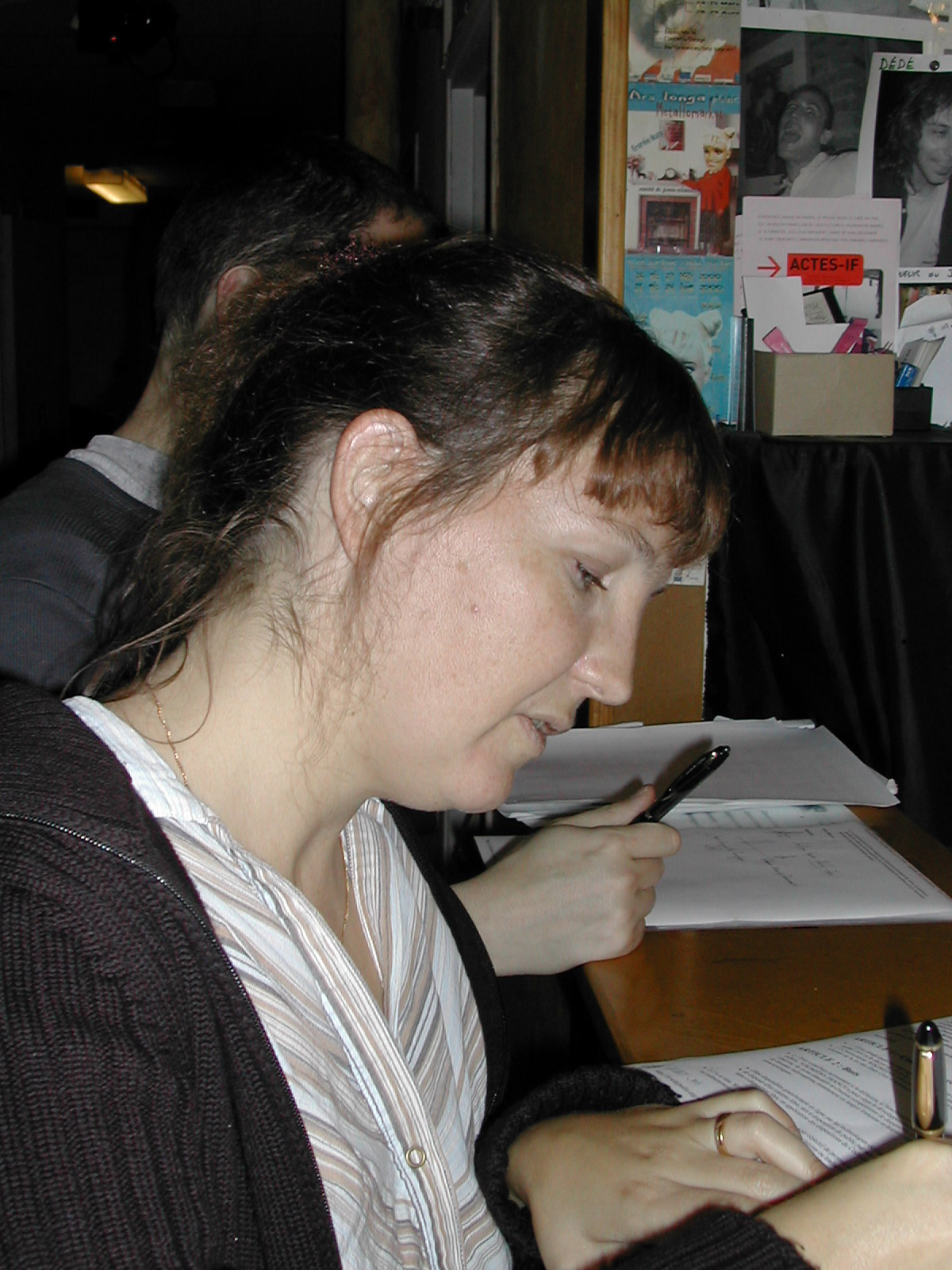
2004年10月23日、ウィキメディア・フランス設立総会でのフローレンス・ドゥヴアール。

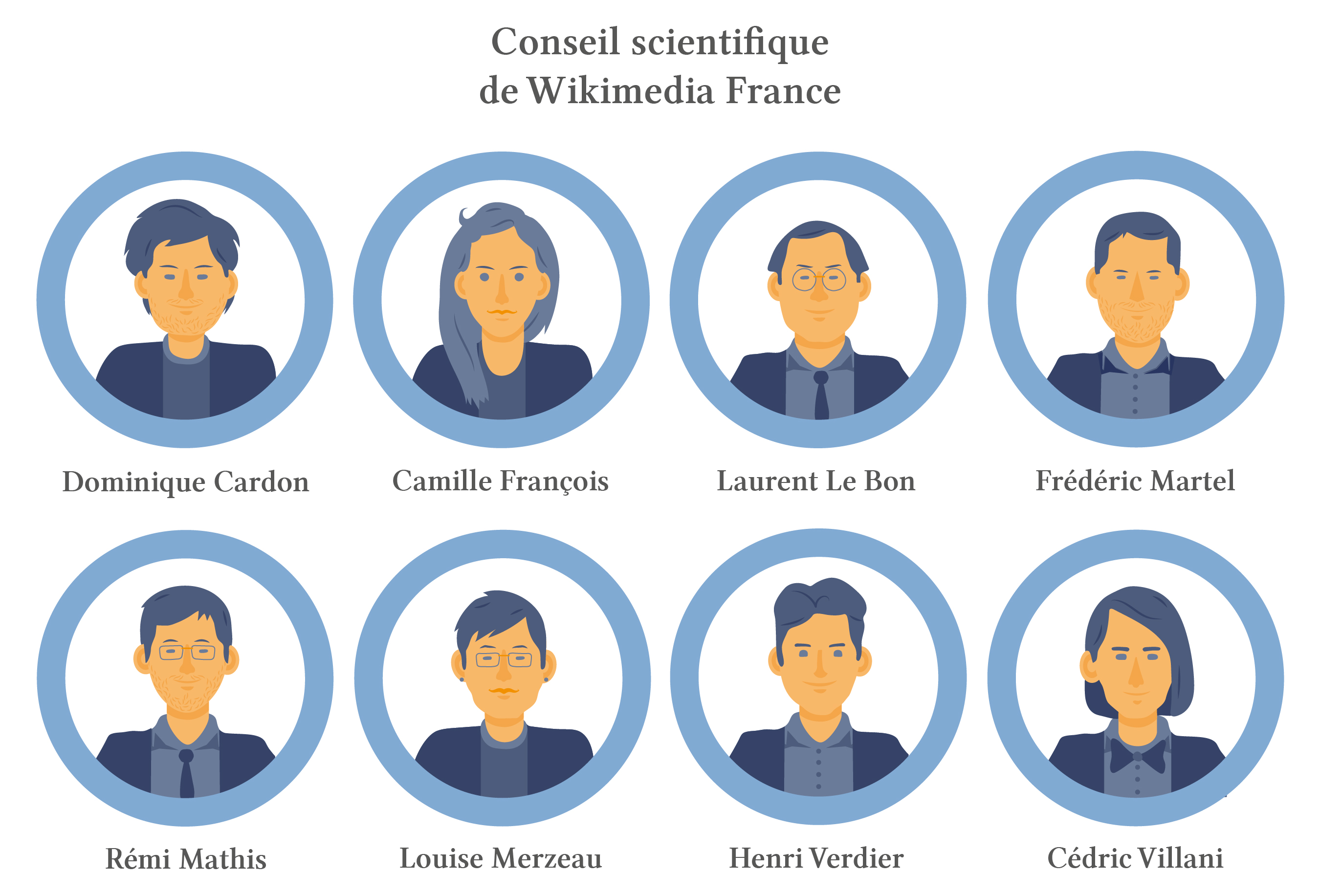
ウィキメディア・フランス科学委員会、2016年

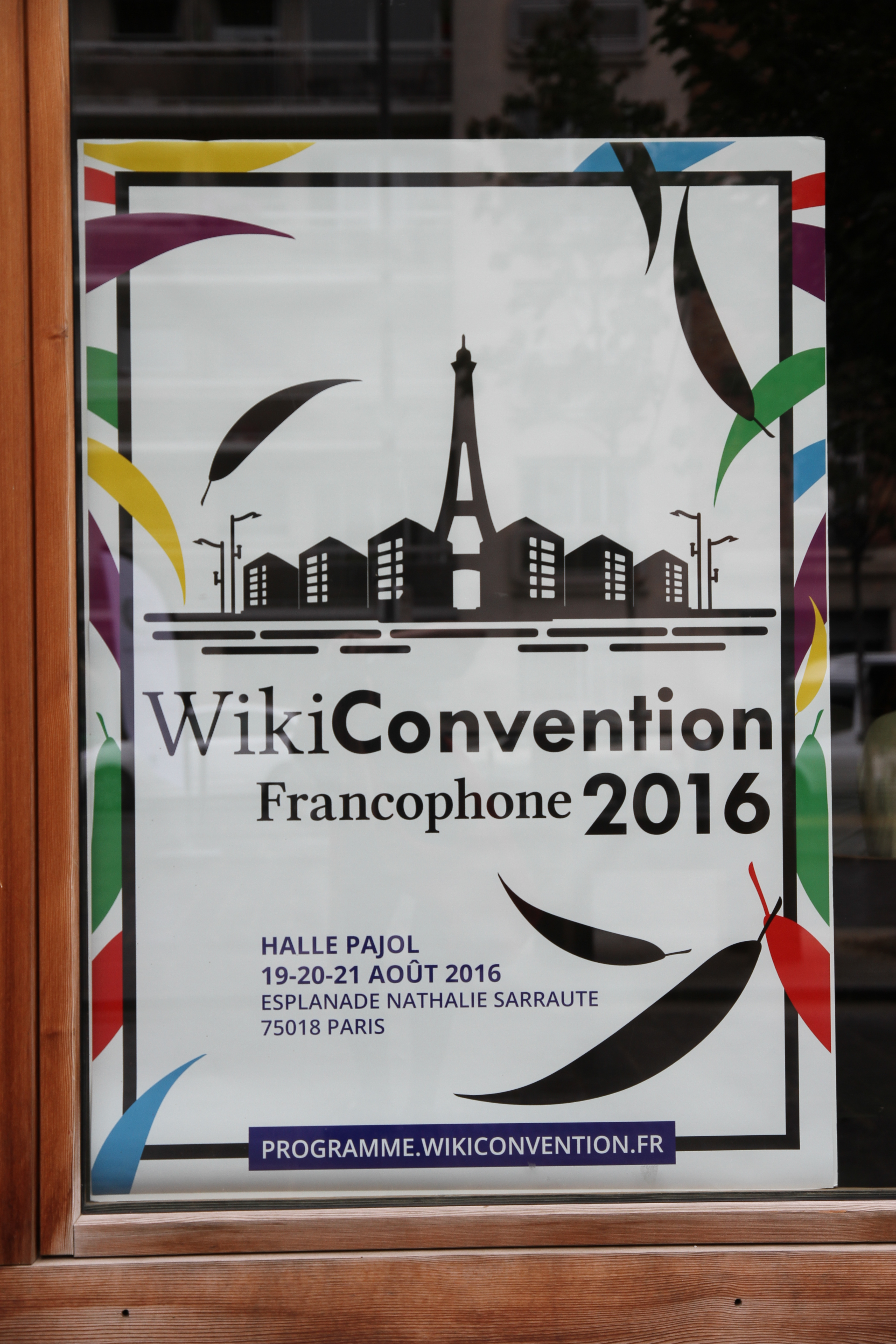
WikiConvention francophone/2016

協会は2004年10月23日にパリで、ウィキメディア財団及びフロランス・ドゥヴアールとサム・オセヴァールを含む20名の個人により設立された。2005年1月24日にはフランス共和国官報に掲載された。
協会の目的は「知識の自由な普及とウィキメディア財団のプロジェクトの支援」にあった。
2004年に協会はウィキメディア財団の国別協会として承認された。
協会の事務所は、何回かの移転を経て2021年からはパリのロンドン通りにある。
フランス語圏初のウィキ大会は2016年8月にパリで開かれ、160人が参加した。

### 危機 (2017年)
2017年、ウィキメディア・フランスに危機が訪れた。ウィキメディア財団資金配分委員会 (FDC) からの助成金が半分になり、需要に応じられなくなった。FDCは協会の最近の組織図改訂を懸念していて、事務局には事務局長の元に9人の職員がいたが、そのような少人数の組織に2人の管理職がいる正当性の説明はなかった。さらに一部のメンバーから、2013年に事務局長となったナタリー・マルタンが、配偶者のCyrille Bertinを2015年に資金と参加部門の顧問に雇用したことについて、メンバーの了解をとっていなかったと批判された。役員2人の状態が5年続き、理事会と職員はこれを拒否し、ウィキメディア財団理事長クリストフ・ヘナーによるものだとしている。協会長エメリック・バレスピは、再生党との政治的繋がりが疑われた。
協会の元会長ピエール=イヴ・ボードワンと元財務責任者で事務局長ティエリー・クードレーを含む何人もの重鎮が、協会のこうした危機的状況に対し様々な批判をした。新会長サミュエル・ル・ゴフと理事会メンバーも非難された。危機はナタリー・マルタンの辞職につながったが、彼女はこうした状況が一握りの人々による彼女への恒常的ハラスメントの風土だと主張した。会員70名の署名が集まり、9月9日に臨時総会が開催された。理事会の一部が改選され、会長にはピエール=イヴ・ボードワンが選出された。
10月にレミ・マチスが協会とその科学評議会を離れ、フレデリック・マルテル、ローラン・ル・ボン、セドリック・ヴィラニが続いた。彼はナタリー・マルタンと副会長マリー＝アリス・マティスが受けたと思われるセクシュアル・ハラスメントに対する、ウィキメディア財団の不作為を非難した。これらの発言が発表されると、新聞は苦情が確かにあったと書き立てた。ナタリー・マルタンに嫌がらせをされたと主張するフロランス・ドゥヴアールなど他のメンバーは、この発言に異議を唱えた。

### 2017年以降
2017年秋に、総会と新メンバーによる理事会が開催された。2019年2月23日の総会では、この問題に対処する新しい定款と細則が採択された。
フランス語圏大会は2017年10月19日 - 21日にストラスブールで、2018年10月5日 - 7日にグルノーブル美術館で、2019年9月7日 - 9日にブリュッセルで開催される。
2017年末に、協会の弁護士とen:La Quadrature du Netは国有財産の肖像権に関する合憲性の優先順位について文書を提出し、これに対してフランス国務院は2018年2月に、この文書が憲法に準拠していると宣言した。
新型コロナウィルス感染症の流行は協会の対面活動を制限した。2020年5月末、協会はアヴィア法と呼ばれるオンラインヘイトスピーチに反対する法律の特定の側面を対象とする狭義の請願書を申請した。野党上院議員も加わったこの請願は、共和国大統領により制限条項が削除された上で2020年6月24日に公布された。
衛生上の理由により、2020年11月28日の総会はオンラインで開催され、372名が参加した。次の総会は2021年11月27日にレンヌで開催され、カプシーヌ＝マリン・デュブロカ＝ヴォワザンが新会長に選出された。

## 協会の活動

### 活動の体制

2021年6月のウィキメディア・フランスの組織図

協会は定めた方針を実行するために、2021年1月時点で10人の職員と2人のボランティアによるチームを発足させた。総予算は1200万ユーロである。

### プロジェクトとパートナーシップ
ウィキメディア・フランスの事業とフランス語版ウィキペディア (ウィキメディア財団の支援する他のプロジェクトも同様) とは、全く別個のものである。それにもかかわらず、特にメディアはこの2つをよく混同し、「ウィキペディア・フランス」と呼ばれることがしばしばある。この混同はウィキペディアにおける利益相反編集の背景にもあるといえる。
協会の活動の一つに、文化団体（美術館や図書館など）とのパートナーシップがあり、各機関の所蔵する知識を協会支援プロジェクトでシェアできるようにしている。例は次の通り。
- トゥールーズ市 (2010年)[30] (トゥールーズ国立獣医学校（フランス語版）、トゥールーズ博物館（フランス語版）…)
- フランス国立図書館 (2010年)[31]
- ヴェルサイユ宮殿 (2011年)[32] · [33] · [34]
- ポンピドゥー・センター (2013年)[35]
- エロー県公文書館（フランス語版） (2016年)
- セマンティックペディア（フランス語版） はフランス国立情報学自動制御研究所とフランス文化省との協定による
- アフリペディア（英語版）は、アンスティチュ・フランセ（フランス語版）とフランコフォニー大学協会（フランス語版）とによる[36]
- ウィキフランカ (WikiFranca) は、フランス語圏の他のウィキメディア協会や関連事業部会と協力している
- フランス語プロジェクト（フランス語版）は、フランス語・方言に関する一般委員会（フランス語版）の支援を受け、リングアリブレ（フランス語版）の創設につながった[37]

協会は2011年以来、「ウィキ・ラブ・モニュメント」コンテストを開催している。

### コミュニティ支援事業
協会の目的は様々なプロジェクトとコミュニティを支援することにある。こうした支援により協会はフランス語圏のプロジェクトへの小口助成金も支給している。

## グループと委員会
- テーマ別グループ
- 地域グループ
- 利益相反委員会
- 小口助成委員会
- 監査委員会